# Lista de soberanos Incas

Imagem representativa dos Sapa Incas (Imperadores) do Império Inca (Tawantinsuyo).

Andamarc a Lista de Soberanos Incas do Reino de Cusco, Império Inca e Reino de Vilcabamba, os três estados da história dos incas. Que a propósito Incas era o nome dado aos Governantes do povo, os quenchua. O Sapa Inca (Grande Governante) foi o nome imperial dos soberanos.
Este povo originário da região dos Andes formaram a mais avançada civilização das Américas pré-colombianas, tanto no sentido político, cultural e tecnologico. Esta civilização esta dividida em três fazes,;o lendário Reino de Cusco (Século XIII - 1438) que contam as histórias da cidade de Cusco, que segundo as crônicas teria sido fundada por Manco Capac I um semi-lendário soberano que seria filho de Inti o deus sol dos incas. A Segunda seria o Império Inca (1438 - 1533) que foi a união de todos os curacados (Cidades-Estados) da região andina do Peru sob um único soberano, no caso Pachacuti o primeiro Sapa Inca (Grande Inca) que os espanhóis traduziram como (Imperador Inca). Após a conquista do Império,por Francisco Pizarro alguns Sapas foram rebaixados a Incas e eram cristãos nomeados pelo Governo de Nova Castela. Porém, os sobreviventes leais ao Império formaram um reino resistente na região de Vilcabamba, o Incado de Vilcabamba, fundado por Manco Capác II e resistindo ate 1572 quando houve a destruição total do Reino, com a execução de Tupac Amaru.
Boa parte da história do Império foi documentada por Pedro Cieza de León, um espanhol que uniu as lendas da fundação do país e escreveu em seu livro Las Crônicas del Peru. Porém existem muitas outras cronologias feitas por outros historiadores em relação aos incas, que aqui serão mostradas também. 

## Reino de Cusco

### Dinastia Harin
Segunda as crônicas a cidade foi fundado pelo sinshi (Chefe) litorâneo Manco Cápac I que seria o filho do deus Inti dando início a uma linhagem "divina" com Mama Ocllo. Teriam governado de 1200 ate 1350. Tudo isso e relatado em Las Crônicas del Peru. De acordo com as crônicas a migração de Capac e sua legião e aldeões migraram por ordem divina para fugir das sucessivas rivalidades dos Aimarás.
| Título        | Nome Real       | Significado do Nome             | Nome Original   | Retrato | Reinado        | Consorte Real | Nascimento                   | Morte                     |
| ------------- | --------------- | ------------------------------- | --------------- | ------- | -------------- | ------------- | ---------------------------- | ------------------------- |
| Inca de Cusco | Manco Cápac I   | "Fundador Real"                 | Ayar Manco      |         | 1200 - 1230    | Mama Ocllo    | ?? Em Paucartambo            | c.1230 em Cusco           |
| Inca de Cusco | Sinchi Roca     | "Grande Guerreiro"              | Sinchi Roca     |         | 1230 - 1260    | Mama Coca     | c. 1214 Em Tampuquiro, Cusco | c.1260 Em Cusco (46 anos) |
| Inca de Cusco | Lloque Yupanqui | "Canhoto Memorável"             | Lloque Yupanqui |         | 1260 - 1290    | Mama Cagua    | c. 1230 Em Cusco             | c.1290 Em Cusco           |
| Inca de Cusco | Mayta Cápac     | "E Onde esta o poderoso?"       | Mayta           |         | 1290 - 1320    | Mama Tancaray | c. 1280 Em Cusco             | c. 1320 Em Cusco          |
| Inca de Cusco | Tarco Haumán    | -                               | -               |         | 1320 (Deposto) | -             | Cusco (Provavelmente)        | c.1320 Em Cusco           |
| Inca de Cusco | Cápac Yupanqui  | "Honrado e Generoso Libertador" | Yupanqui        |         | 1320 - 1350    | Cura Yaya     | ?? Em Cusco                  | c.1350 Em Cusco           |

### Dinastia Hanan
Após a morte de Cápac Yupanqui, seu sucessor viria a ser o príncipe Quispe Yupanqui. Porém ocorreu um golpe de estado onde o ramo de Hanan (Ramo da Dinastia Harin) liderador por Roca invadiram o palácio e mataram Quispe Yupanqui, acabando assim com a linhagem direta de Harin. Iniciando a dinastia Hanan, e foi durante o reinado dos mesmos que o título "inca" passou a ser mais utilizado, pois não "cápac" era um nome de governantes locais, e visto que a cidade já conquistava várias outras, o título ganhou mais credibilidade.
| Título        | Nome Real      | Significado do Nome    | Nome Original    | Retrato | Reinado               | Consorte Real | Nascimento    | Morte                              |
| ------------- | -------------- | ---------------------- | ---------------- | ------- | --------------------- | ------------- | ------------- | ---------------------------------- |
| Inca de Cusco | Inca Roca      | "Magnânimo Inca"       | Roca             |         | 1350 - 1380           | Mama Micay    | ??,Em Cusco   | 1380,Em Cusco (Entre 50 e 60 anos) |
| Inca de Cusco | Yahuar Huacac  | "O Que chora o sangue" | Tito Cusi Hualpa |         | 1380 - 1400           | Mama Machi    | 1361,Em Cusco | 1400,Em Cusco (39 anos)            |
| Inca de Cusco | Viracocha Inca | "O Inca de Viracocha"  | Hatun Tópac      |         | 1400 - 1438 (Abdicou) | Mama Runto    | 1390,Em Cusco | 1448, Em Cusco (68 anos)           |

## Império Inca

### Dinastia Hanan
Durante a primeira metade do século XV o reino estava sob ameaça das demais etnias da região, como os chancas e aymaras. Mas tudo isso foi mudado quando o príncipe Cusi Yupanqui, filho do curaca Viracocha Inca se tornou o general do exercito e realizando grandes campanhas militares contra as outras etnias, conquistando finalmente a região de Collao, habitada pelos chancas e consolidando a hegemonia inca na região. Com tudo isso, muitos curacados (cidades estados) se renderam ao poder inca em 1438, com a abdicação de Viracocha e subida no trono de Cusi com o nome de Pachacuti, ou "O Que muda a terra" e sendo declarado "Sapa Inca" ou "Único Inca". Este evento marca o início do Império Inca.

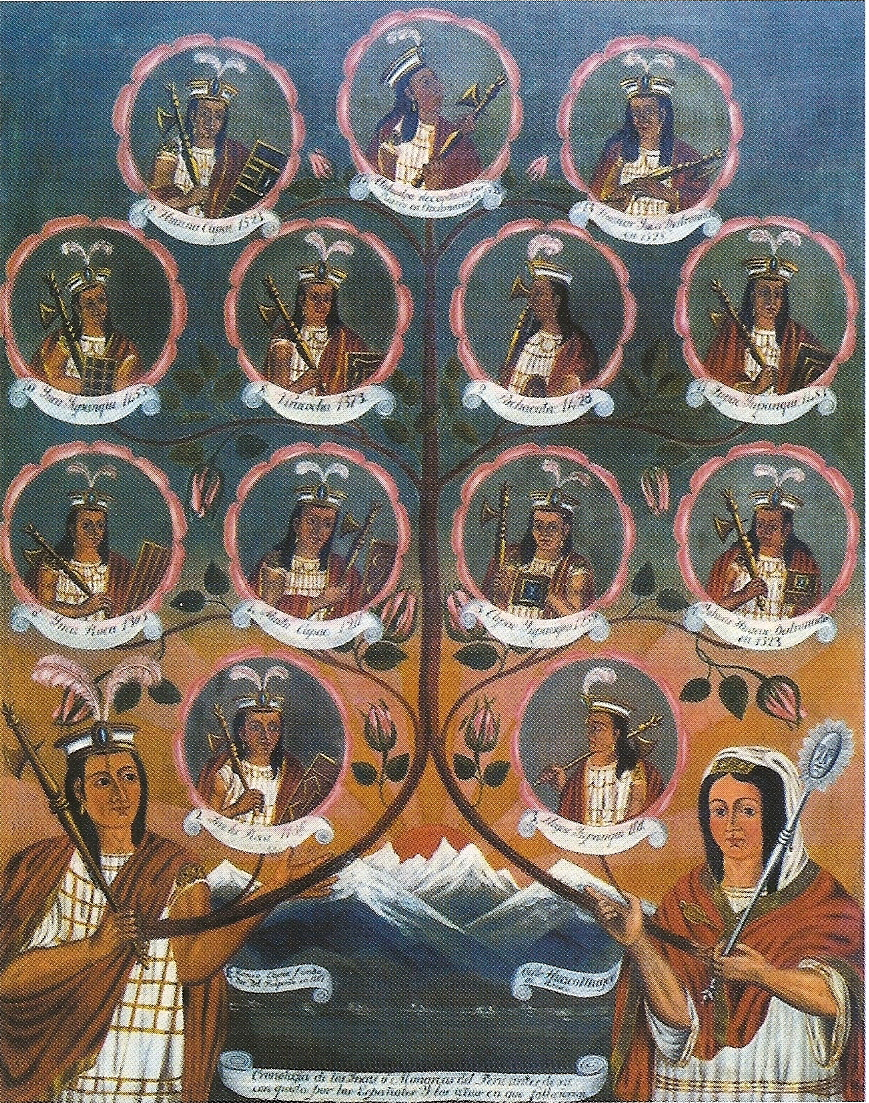
Imagem da arvore genealógica de sapas incas do Tawantinsuyu.

| Título    | Nome Imperial  | Significado do Nome       | Nome Original       | Retrato | Reinado                   | Consorte         | Nascimento                                 | Morte                                       |
| --------- | -------------- | ------------------------- | ------------------- | ------- | ------------------------- | ---------------- | ------------------------------------------ | ------------------------------------------- |
| Sapa Inca | Pachacuti      | "O Que muda a Terra"      | Cusi Yupanqui       |         | 1438 - 1471               | Mama Anahuarque  | c.1400 ou 1408, Em Cusco                   | c. 1471, Em Cusco (71 ou 63 anos)           |
| Sapa Inca | Túpac Yupanqui | "O Resplandecente"        | Túpac Inca Yupanqui |         | 1471 - 1493               | Mama Ocllo Coya  | c.1441, Em Cusco                           | c.1493, Em Chincheros (52 anos)             |
| Sapa Inca | Huayna Cápac   | "Jovem Rei"               | Titu Cusi Huallpa   |         | 1493 - 1525               | Paccha Duchicela | c.1467, Em Cusco ou Cuenca (Atual Equador) | c.1525, Em Quito (Atual Equador) (58 anos)  |
| Sapa Inca | Huáscar        | "O Sol traz a felicidade" | Túpac Cusi Huallpa  |         | 1525 - 1532 (Assassinado) | Chuqui Huipa     | c.1491, Em Huscaparta                      | c.1532, Em Andamarca (41 anos)              |
| Sapa Inca | Atahualpa      | "Ave da Fortuna"          | Atahualpa           |         | 1532 - 1533 (Deposto)     | Cora Asarpay     | 20 de março de 1502, Em Cusco ou Quito     | 26 de julho de 1533, Em Cajamarca (31 anos) |

## Incas sob vassalagem espanhola
Em 1533 o sapa inca Atahualpa foi capturado e feito prisioneiro pelos espanhóis, liderados por Francisco Pizarro, sendo logo executado em um tribunal da inquisição, sob a acusação de heresia e traição (Ele aplicou um golpe de estado e derrubou seu irmão Huascar). Mas apesar disso, Pizarro tinha o interesse em criar uma forte aliança com os povos da região por isso entre 1533 e 1549 três meio-irmãos de Huárcar e Atahualpa foram os chamados "Incas nomeados por espanhóis" que apenas detinham um poder representativo, sob fidelidade a Carlos I da Espanha e de carácter cristão.

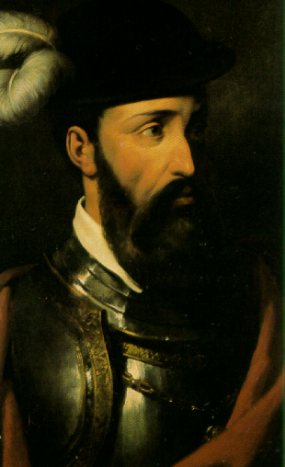
Todos os incas vassalos foram nomeados por Francisco Pizarro.

### Dinastia Hanan de Cusco
Filhos de Huayna Cápac com suas concubinas. Meio irmãos de Huárcar e Atahualpa.
| Título         | Nome Real      | Significado        | Nome Original                                   | Retrato | Reinado                  | Consorte              | Nascimento        | Morte                                     |
| -------------- | -------------- | ------------------ | ----------------------------------------------- | ------- | ------------------------ | --------------------- | ----------------- | ----------------------------------------- |
| Inca dos Incas | Túpac Hualpa   | ?                  | ?                                               |         | Agosto - Outubro de 1533 | Palla Cusi Chimpu     | c.1500, Em Cusco. | Outubro de 1533, Em Cusco (32 ou 33 anos) |
| Inca dos Incas | Manco Cápac II | "Fundador Real II" | ?                                               |         | Outubro de 1533 - 1536   | Cura Ocllo            | c.1515, Em Cusco. | 1545, Em Vicabamba (30 anos)              |
| Inca dos Incas | Paullu Inca    | ?                  | Huascar Túpac Paullu Inca Cristóbal Paullu Inca |         | 1536 - 1549              | Catalina Toctoc Oxica | c.1518, Em Cusco  | 1549, Em Cusco                            |

## Incas rebeldes de Vilcabamba
Após a morte de Atahualpa e a nomeação de incas por Pizarro; alguns rebeldes leais ao clã Hanan uniram forças e promoveram uma rebelião liderada por Manco Cápac II e se exilaram na região de Vilcabamba, permanecendo em resistência contra os espanhóis por 35 anos, ate 1572 com a derrota, captura e execução de Túpac Amaru I. 

### Dinastia Hanan de Vilcabamba
Filhos de Huáscar, e sobrinhos de Atahualpa, assim como primos dos incas vassalos. Esta dinastia também e conhecida como Dinastia Huáscarista.
| Título             | Nome Real          | Significado               | Nome Original         | Retrato | Reinado                   | Consorte      | Nascimento         | Morte                           |
| ------------------ | ------------------ | ------------------------- | --------------------- | ------- | ------------------------- | ------------- | ------------------ | ------------------------------- |
| Inca de Vilcabamba | Manco Cápac II     | "Fundador Real II"        | ?                     |         | 1537 - 1545 (Assassinado) | Cura Ocllo    | c.1515, Em Cusco.  | c.1545, Em Vilcabamba (30 anos) |
| Inca de Vilcabamba | Sayri Túpac        | ?                         | ?                     |         | 1545 - 1560 (Abdicou)     | Cusi Huarcay  | c.1535, Cusco      | c.1561, Cusco (26 anos)         |
| Inca de Vilcabamba | Titu Cusi Yupanqui | ?                         | Diego Castro Yupanqui |         | 1560 - 1570               | Desconhecidas | c.1526, Cusco      | 1570, Vilcabamba (44 anos)      |
| Inca de Vilcabamba | Túpac Amaru I      | "Serpente Resplandecente" | Felipe Túpac Amaru    |         | 1570 - 1572               | Desconhecidas | c.1545, Vilcabamba | 1572, Cusco (27 anos)           |

## Grande Rebelião de 1780
Entre 1780 e 1783 houve uma grande rebelião no Vice-Reino do Rio da Prata, conhecida como Grande Rebelião onde um chefe indígena chamado José Gabriel Túpac Amaru liderou vários caciques locais para a tomada do poder em Lima, também como forma de imposição as reformas borbónicas. José Gabriel foi o bisneto de Túpac Amaru I e por isso e considerado Túpac Amaru II, ainda por ter sido aclamado pelo povo como "Novo Inca"
| Título | Nome Proclamado | Significado                  | Nome Original                     | Retrato | Reinado                                     | Consorte        | Nacimento                                       | Morte                                                  |
| ------ | --------------- | ---------------------------- | --------------------------------- | ------- | ------------------------------------------- | --------------- | ----------------------------------------------- | ------------------------------------------------------ |
| Inca   | Túpac Amaru II  | "Serpente Resplandecente II" | José Gabriel Condorcanqui Noguera |         | 04 de novembro de 1780 - 18 de maio de 1781 | Micaela Batista | 19 de março de 1738,Surinama Vice-Reino do Peru | 18 de maio de 1781, Cusco Vice-Reino do Peru (43 anos) |

Ate 1783 o irmão de José Gabriel, Diego Cristóbal assumiu a liderança dos rebeldes, mas nunca foi proclamado Inca como seu irmão. Ele foi morto em combate em 1783.